# Mniarogekko jalu
Espèce
Mniarogekko jalu est une espèce de geckos de la famille des Diplodactylidae.

## Répartition
Cette espèce est endémique de Nouvelle-Calédonie. Elle se rencontre dans le nord de la Grande Terre et aux îles Belep.

## Publication originale
- Bauer, Jackman, Sadlier & Whitaker, 2012 : Revision of the giant geckos of New Caledonia (Reptilia: Diplodactylidae: Rhacodactylus). Zootaxa, n. 3404, p. 1–52.